# McCloud
McCloud var en amerikansk TV-deckarserie med början 1970, skapad av Herman Miller. I titelrollen ses Dennis Weaver som den ridande New Mexico-sheriffen Sam McCloud, utlånad som utredare till New York-polisen. Det gjordes totalt 46 avsnitt av McCloud. Serien hade premiär i svensk TV den 23 september 1972.